# Adrián Rafi
Pour les articles homonymes, voir Rafi (homonymie).
Adrián Rafi Dvoracek né le 8 janvier 1997, est un joueur espagnol de hockey sur gazon. Il évolue au poste de gardien de but au Sanse Complutense et avec l'équipe nationale espagnole.

## Carrière
Il a débuté en équipe première le 5 février 2022 contre l'Angleterre à Valence lors de la Ligue professionnelle 2021-2022.